# Smiley (Roman)
Smiley (englischer Originaltitel: Karla’s Choice) ist ein Spionageroman des britischen Schriftstellers Nick Harkaway aus dem Jahr 2024. Die deutsche Übersetzung von Peter Torberg erschien 2025. Harkaway, ein Sohn von John le Carré, reaktivierte in dem Roman die bekannteste Figur seines Vaters, den britischen Agenten George Smiley, und schickte ihn im Kalten Krieg in eine neue Auseinandersetzung mit seinem sowjetischen Gegenspieler Karla. Die Handlung ist zwischen den Ereignissen von Der Spion, der aus der Kälte kam und Tinker Tailor Soldier Spy angesiedelt.

## Inhalt
Nach den Ereignissen um Alec Leamas, der in die DDR eingeschleust, aber schließlich für die Tarnung des Doppelagenten Hans-Dieter Mundt geopfert und an der Berliner Mauer erschossen worden ist, hat George Smiley den Dienst im britischen Geheimdienst, wegen seines Sitzes am Cambridge Circus nur kurz „Circus“ genannt, quittiert. Er möchte nie wieder der Leiche eines befreundeten Agenten die Schuhe anziehen müssen. Doch als der Geheimdienstchef, der nur bei seinem Tarnnamen „Control“ gerufen wird, wegen eines neuen Falls nach ihm schickt, gibt er nach kurzem Zögern das Pensionistendasein an der Seite seiner schönen, adeligen Gattin Ann auf, wenn auch nur vorübergehend, wie er ihr versichert.
Die ungarischstämmige Literaturagentin Szusanna Gero hat sich an den Circus gewandt, weil ihr Chef László Bánáti, ein ungarischer Emigrant, verschwunden ist und ein russischer Auftragskiller namens Miki Bortnik im Büro aufgetaucht ist, um ihn zu liquidieren, wovon ihn nur eine religiöse Erscheinung abgehalten hat. Control zeigt sich beeindruckt von der Kaltblütigkeit der jungen Frau, der es gelungen ist, Bortnik dazu zu überreden, sich den britischen Behörden zu stellen. Er nimmt sie in den Geheimdienst auf und weist sie, Smileys Bedenken zum Trotz, dessen Ermittlungsgruppe zu, der auch die Agenten Peter Guillam und Tom Lake angehören.
Es stellt sich heraus, dass Bánáti die Tarnidentität eines sowjetischen Agenten namens Ferencz Róka ist. Warum allerdings der sowjetische Geheimdienst einen der ihren ermorden will, bleibt im Unklaren. Ein Anhaltspunkt ist lediglich Rókas Sohn Léo, der in der DDR lebt und nach Schwierigkeiten mit dem Regime inhaftiert worden ist. Smiley nimmt in Ost-Berlin Kontakt zum Doppelagenten Hans-Dieter Mundt auf. Dieser behauptet, Léo sei wieder freigelassen worden, obwohl die Umstände einen Tod in der Haft nahelegen. Mundt berichtet auch von einem Emporkömmling im 13. Direktorat des KGB, von dem nur der Tarnname „Karla“ bekannt ist. Er ist aus Moskau angereist ist und hat sämtliche Aufzeichnungen zum Fall vernichtet.
Smileys Gruppe reist nach Wien und plant, in Ungarn Kontakt zu Léos Mutter Irén aufzunehmen. Lake soll ihr falsche Hoffnungen zum Schicksal ihres Sohnes machen, um über sie die Verbindung zu Róka herzustellen. Szusanna Gero missfällt dieses Spiel der Täuschung mit unbeteiligten Zivilisten. Kurz entschlossen überquert sie alleine die Grenze, trifft Irén, offenbart dieser die Wahrheit über Léo und erfährt im Gegenzug, dass Róka bei seinen Führungsoffizieren Hilfe für seinen Sohn eingefordert hat, bis er über einen alten Freund namens Bogdan bei dessen ehemaligem Schützling Karla gelandet ist. Offensichtlich hat sich dieser durch die aufgedeckten Informationen aus seiner Vergangenheit bedroht gefühlt und einen Killer auf Róka angesetzt. Als Smiley und Lake unter der Führung des Auslandsagenten („Skalpjägers“) Jim Prideaux ebenfalls in Ungarn ankommen, ist ihnen bereits der Sicherheitsdienst auf den Fersen. Bei ihrer Flucht mit Gero wird Lake angeschossen und muss zurückgelassen werden.
Der Circus macht Bogdan in Portugal ausfindig. Smiley nimmt Kontakt zu Karla auf, um ein Gentlemen’s Agreement zwischen den Geheimdiensten zu erreichen. Er bietet den Aufenthaltsort von Bogdan im Austausch gegen Lakes Freilassung an. Und er möchte Grenzen in der „professionellen Konkurrenz“ der Geheimdienste vereinbaren, die das Privatleben der Agenten auf beiden Seiten unter Schutz stellen. Doch er wartet vergeblich in einem Lissaboner Café auf Karlas Erscheinen. Stattdessen erfährt er von der Ermordung Bogdans und Rókas, und auch Lake ist seinen Verletzungen erlegen. Smiley weiß nun, dass Karla ein Gegenspieler ohne moralische Skrupel ist, und kehrt wieder offiziell in den Circus zurück, um ihm das Handwerk zu legen. Auch wenn er ahnt, dass er seine Frau Ann damit enttäuscht und möglicherweise verloren hat.

## Rezeption
Smiley erreichte im Juni 2025 Platz 7 der Krimibestenliste.

## Ausgaben
- Nick Harkaway: Karla’s Choice. Viking Press, London 2024, ISBN 978-0-241-71490-4.
- Nick Harkaway: Smiley. Aus dem Englischen von Peter Torberg. Ullstein, Berlin 2025, ISBN 978-3-550-20308-4.
- Nick Harkaway: Smiley. Aus dem Englischen von Peter Torberg. Gelesen von Stephan Benson. Oetinger, Hamburg 2025, ISBN 978-3-8373-9703-1.